# 羅斯威爾 (愛達荷州)
羅斯威爾（英語：Roswell）是位於美國愛達荷州坎寧縣的一個非建制地區。該地的面積和人口皆未知。

## 地理
羅斯威爾的座標為43°44′57″N 116°57′43″W / 43.74917°N 116.96194°W，而該地的平均海拔高度為690米（即2264英尺）。